# Jamesonia refracta
Jamesonia refracta là một loài dương xỉ trong họ Pteridaceae. Loài này được (Kunze ex Klotzsch) A. Rojas mô tả khoa học đầu tiên năm 2017.